# Religiøs forfølgelse
Religiøs forfølgelse er forfølgelse af mennesker på grund af religion, dvs. forfølgelsen er enten begrundet i forfølgernes (forståelse af deres) egen religion, de forfulgtes religion (eller forfølgelsernes opfattelse af denne), eller begge dele. Et kendt historisk eksempel på religiøs forfølgelse er Romerrigets kristenforfølgelser.
Nogle gange er religiøs forfølgelse blandet sammen med etnisk forfølgelse; således er jødeforfølgelser som oftest en kombination af religiøs og etnisk forfølgelse.
| Religion | Spire Denne religionsartikel er en spire som bør udbygges. Du er velkommen til at hjælpe Wikipedia ved at udvide den. |